# 御叔 (鲁国)
御叔（？—？），姓不详，御氏，鲁国御邑大夫。
前551年春，鲁国的臧武仲出使晋国，因为下雨，就先去探望御叔。御叔正在自己的封邑里打算喝酒，说：“哪里用得着圣人？我准备喝酒，而臧武仲自己冒着雨出行，他的聪明有什么用？”叔孙豹得知后说：“御叔不配出使国外反而对使者骄傲，这是国家的蛀虫。”叔孙豹命令把御叔的赋税增加一倍。